# Нилакантха-дхарани

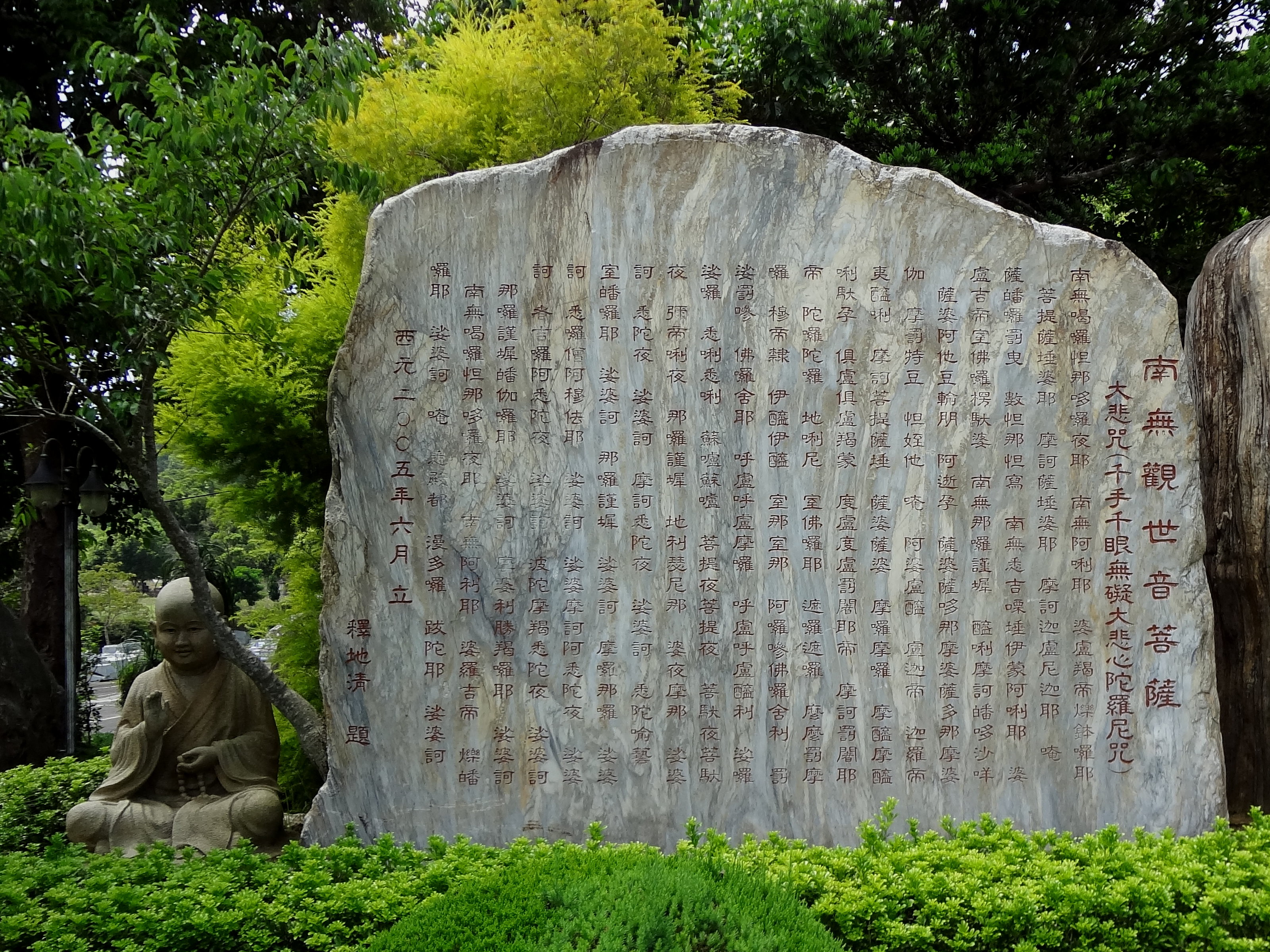
Стела с Нилакантха дхарани, воздвигнутая в 2005 году, Тайвань

Нилакантха дхарани (санскр. नीलकण्ठ धारनी), Маха каруна дхарани («Мантра великого сострадания», кит. 大悲心陀罗尼咒, санскр. (महा करुणा धारनी) — мантра в буддизме Махаяны в форме ритуального начитывания и песнопения (дхарани). Посвящена бодхисаттве Авалокитешваре (Гуаньинь), распространена в странах Азии, сохранилась на санскрите, тибетском, китайском и корейском. Мантра лежит в основе одноимённой сутры.

## Происхождение
В пещере Дуньхуана были найдены двенадцать свитков, посвящённых Нилакантха Локешвара санскр. नीलकण्ठ लोकेश्वर) — Властелину миров с синей шеей. Текст был переведён на китайский трижды в VII—VIII веках, первый перевод выполнил Чжитун (智通 Zhitōng) между 627 и 649 годами, следующий перевод выполнил Бхагаваддхарма между 650 и 660, а третий перевод выполнил Бодхипучи в 709 году, эти тексты вошли в состав китайской трипитаки.
Собственно Нилакантха Дхарани мантру перевели на китайский Ваджрабодхи (金剛智, 719 741) и его ученик Амогхаваджра (723—774), а позднее в XIV веке Дхьянабхадра (работал в 1326-63гг).

## Содержание

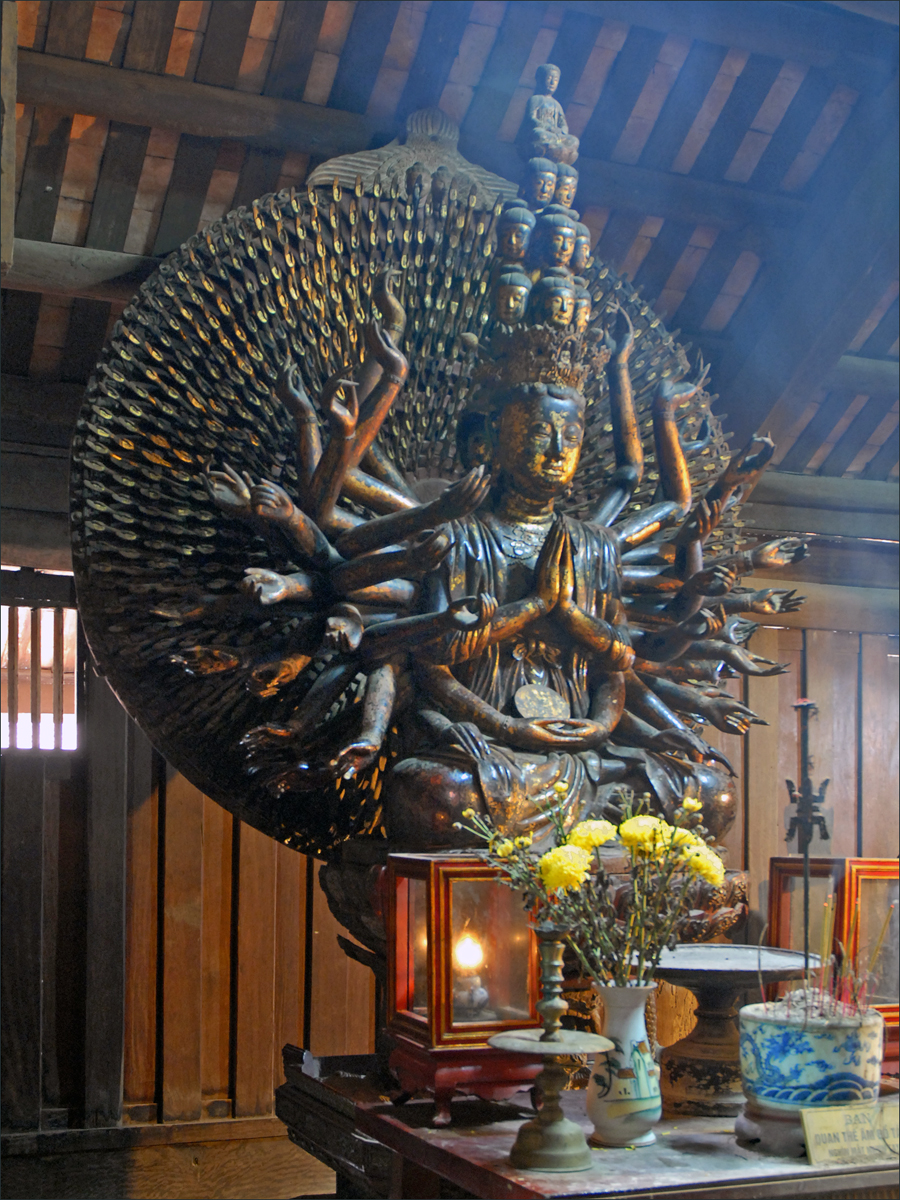
Статуя тысячерукого Авалокитешвары, Вьетнам

Маха каруна дхарани сутра объясняет происхождение обладающей всеми функциями всех мантр «Большой сострадательной мантры» кит. 大悲咒 («Сутра большой сострадательной совершенной преодолевающей все препятствия волшебной мантры тысячерукой тысячеглазой бодхисаттвы Гуаньинь» кит. 千手千眼觀世音菩薩廣大圓滿無碍大悲心陀羅尼經), на протяжении веков служившей путём практического достижения просветления в тибетском и китайском буддизме, а также Дзэн.
Однажды на находящейся в другом имеющим вход с юга Индийского полуострова пространстве святой горе Путошань (Потала) состоялось собрание всех Будд и Бодхисаттв. Внезапно, они все увидели необыкновенно яркий золотой свет, исходящий от святой Гуаньинь (Авалокитешвары), и спросили у Бхагавана причину этого. Будда попросил её объяснить данный феномен. Бодхисаттва подробно рассказала о степени обретенного ей Просветления и даровала всем соответствующее заклинание-молитву — «дхарани», — благодаря которому каждое живое существо может так же достичь этого уровня при одном условии — нельзя просить помощи в неблагих желаниях и быть неискренним в вере.
Далее подробно обсуждаются функции, конкретные способы практики и назначение мантры, а также указываются имена охраняющих данную дхарани добрых духов и Бодхисаттв. Резюме дается в буддийских стихах-гатхах.
При соблюдении соответствующих условий — «кроме недобрых намерений и неискренности» — способна избавлять практикующих её от любых жизненных трудностей и препятствий, а также спасать от судебного преследования, врагов и недоброжелателей, бедности, болезней тела и души, наговоров и порч, огня, воды, ураганов, землетрясений, катастроф, ядовитых животных и насекомых, внезапной смерти, устраняет накопленную в количестве неисчислимого времени чёрную карму, страх, способствует перерождению в высших мирах, внезапному и постепенному Просветлению, и, в конечном счете становлению
Буддой. Связано всё это с великими обетами, данными самой бодхисаттвой Гуаньшиинь.
По представлению буддистов, дает спасение от всего, при этом надо стараться «слушать и читать», по объяснению дальневосточных мастеров-«сознание/сердце читает, сознание/сердце слушает» кит. 心念心听. Более подробный способ практики данной мантры можно узнать из так называемой Шурангама сутры,кит. 楞严经, глава кит. 耳根圆通章 — «Проникновение через органы слуха».
Мантра начитывается 7, 21, 49 или 108 раз в день, после чего делается распределение приобретённых религиозных заслуг на благо всех живых существ. Особо ревностные верующие иногда даже выделяют специальную неделю, в течение которой ведут соответствующий образ жизни, не употребляют мяса, носят одежду белого цвета и при практике мантры осуществляют семь подходов с вышеупомянутыми большими повторениям (кит. упр. 打七, палл. да ци). Существует также особая мудра, складывающаяся во время чтения данной мантры и передающаяся непосредственно от учителя к ученику.
Чтение данной сутры и практика изложенных в ней способов и по сей день остаются актуальными в странах Азии.